# Han Ling
Han Ling, född 27 oktober 1985, är en friidrottare från Kina. Hon deltog vid olympiska sommarspelen 2008.